# Liechtensteinische Botschaft in Wien

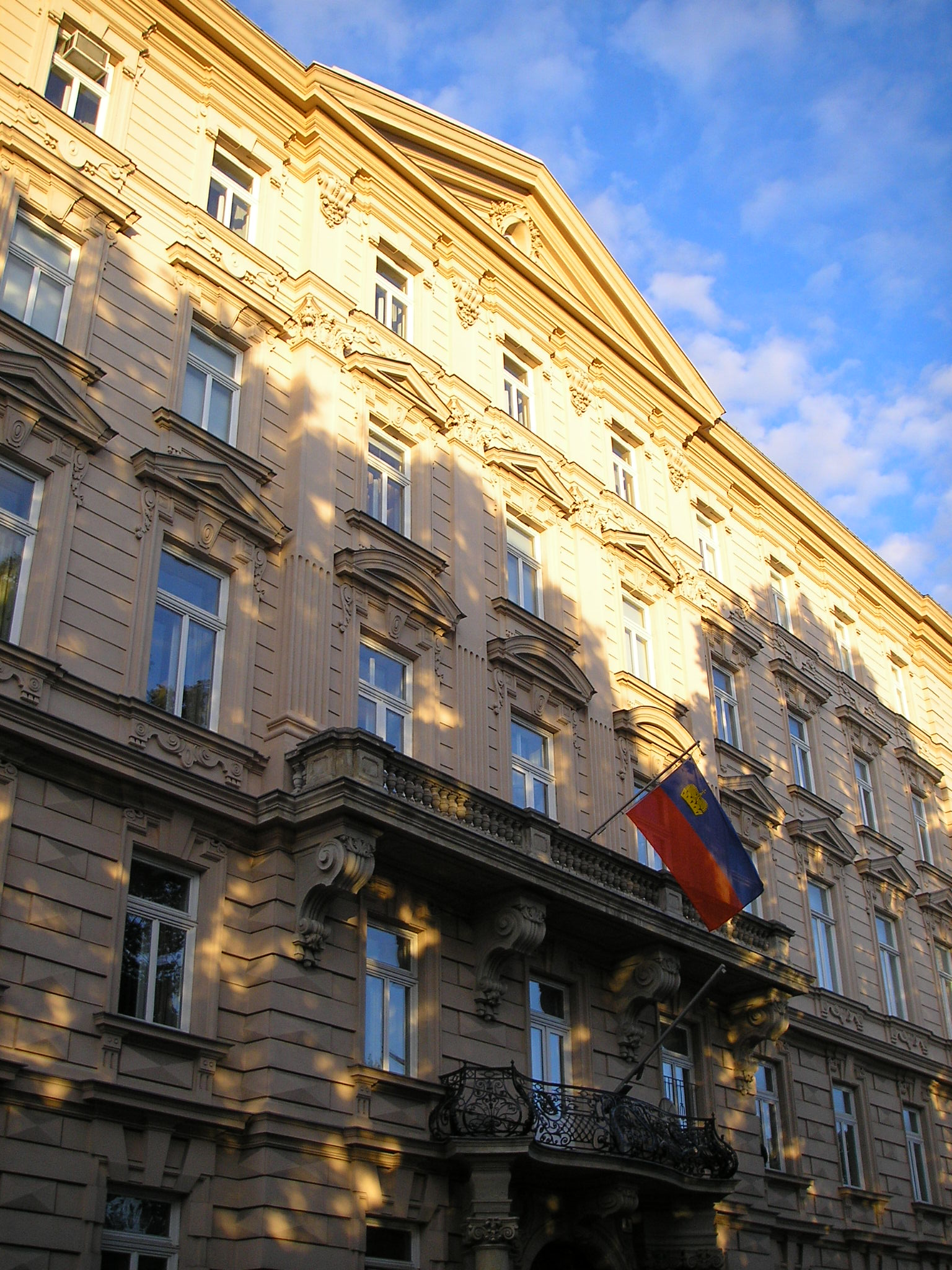
Das Gebäude der Liechtensteinischen Botschaft in Wien

Die Liechtensteinische Botschaft in Wien ist die diplomatische Vertretung des Fürstentums Liechtenstein für die Republik Österreich sowie für die Tschechische Republik in der österreichischen Bundeshauptstadt Wien. Als Ständige Vertretung der Liechtensteinischen Regierung fungiert die Botschaft zudem bei der in Wien ansässigen Organisation für Sicherheit und Zusammenarbeit in Europa (OSZE) und bei den Vereinten Nationen (UN), die in Wien eines von vier Zentren unterhält. Derzeitige Botschafterin des Fürstentums Liechtenstein in Wien ist Prinzessin Maria-Pia Kothbauer.
Standort der Botschaft ist ein 1875 vom Architekten Viktor Rumpelmayer für die Familie Figdor erbautes ehemaliges Stadtpalais in der Löwelstraße 8 im ersten Wiener Gemeindebezirk, Innere Stadt, das sich Liechtenstein mit der Spanischen Botschaft teilt. Im selben Gebäudeblock befindet sich auch das Stadtpalais Liechtenstein, welches das Majoratshaus des Liechtensteinischen Fürsten ist. Beide befinden sich in unmittelbarer Nachbarschaft zum Bundeskanzleramt und zum Parlamentsgebäude.

## Geschichte
Die erste diplomatische Vertretung in der Republik Österreich entstand im Jahr 1919, also kurz nach dem Fall der Monarchie Österreich-Ungarn. Da Liechtenstein immer schon sehr stark mit der Habsburgermonarchie verbunden war, da alle Herrscher Liechtensteins aus diesem Land stammten und lange Zeit auch in diesem residierten, war die Errichtung einer diplomatischen Gesandtschaft in Deutsch-Österreich eines der vordringlichsten Ziele nach dem Zusammenbruch der Monarchie. Prinz Eduard von und zu Liechtenstein wurde erster Liechtensteinischer Gesandter in Wien. Nur zwei Jahre danach übernahm Alfred von Balsass als Geschäftsträger die Botschaftsleitung, welcher aber seinerseits wiederum nach wenigen Monaten von Dr. Josef Hoop abgelöst wurde.
Bereits im Jahr 1923 wurde die Gesandtschaft in Wien wieder aufgelöst, und die Schweizerische Eidgenossenschaft übernahm, gemäss einem Abkommen mit Liechtenstein, dessen Vertretungsfunktion in Österreich. Die Schweizerische Botschaft in Wien wurde somit zum diplomatischen Zentrum der bilateralen Beziehungen zwischen Liechtenstein und Österreich.
Erst im Jahr 1983 wurde wieder eine «Liechtensteinische Botschaft bei der Republik Österreich» eingerichtet. Diese hatte jedoch ihren Sitz in Bern in der Schweiz und war somit eine nicht-residierende diplomatische Vertretung. Prinz Heinrich von und zu Liechtenstein wurde erster nicht-residierender Botschafter des Fürstentums Liechtenstein bei der Republik Österreich. Im Jahr 1991 übernahm dieses Amt Graf Mario von Ledebur-Wicheln. Als im Jahr 1993 das KSZE-Generalsekretariat in Wien eingerichtet wurde, entschloss sich Liechtenstein im Jahr 1994, eine «Ständige Vertretung bei der KSZE» einzurichten, welche der Liechtensteinischen Botschaft bei der Republik Österreich in Bern unterstand. Im Jahr 1996 übernahm die aktuelle Botschafterin Maria-Pia Kothbauer, Prinzessin von Liechtenstein, die Leitung über diese ständige Vertretung. Ein Jahr später übernahm sie auch das Amt des bisherigen Botschafters, nachdem die Botschaft nach dem Ausscheiden von Lederbur-Wichelns kurze Zeit von Christine Stehrenberger als Geschäftsträgerin ad interim geführt worden war.
Bereits im November 1997 gab der Landtag des Fürstentums Liechtenstein seine Zustimmung zur Umwandlung der bisherigen nicht-residierenden in eine residierende Botschaft bei der Republik Österreich. Im Januar 1998 konnte somit die Liechtensteinische Botschaft in Wien offiziell eröffnet werden. Seit dem Jahr 2000 besteht zudem eine ständige Vertretung bei den Vereinten Nationen in Wien, womit die Botschaft auch die Repräsentationsaufgaben in jenen UN-Organisationen übernahm, welchen das Fürstentum Liechtenstein aktiv angehört (etwa seit 1998 die IAEO).
Mit der am 8. April 2009 beschlossenen Wiederaufnahme diplomatischer Beziehungen zwischen Liechtenstein und der Tschechischen Republik wurde die Botschaft in Wien auch Ausgangspunkt für die diplomatische Vertretung Liechtensteins in Tschechien. Am 11. April 2011 akkreditierte sich Botschafterin Kothbauer beim damaligen tschechischen Präsidenten Václav Klaus als Botschafterin des Fürstentums Liechtenstein in der Tschechischen Republik. Die diplomatische Vertretung Liechtensteins in Tschechien wird seitdem von der Botschaft in Wien aus besorgt.